# Crassignatha haeneli
Crassignatha haeneli är en spindelart som beskrevs av Jörg Wunderlich 1995. Crassignatha haeneli ingår i släktet Crassignatha och familjen Mysmenidae. Inga underarter finns listade i Catalogue of Life.